# Samba (glasba)
Samba (portugalsko: [ˈsɐ̃bɐ] ) je ime ali predpona, ki se uporablja za več ritmičnih različic, kot je samba urbano carioca (urbana karioška samba), samba de roda (včasih imenovana tudi podeželska samba), ki jo je UNESCO priznal kot del nesnovne kulturne dediščine človeštva, med številnimi drugimi oblikami sambe, ki večinoma izvira iz zveznih držav Rio de Janeiro in Bahia.
Samba je širok izraz za številne ritme, ki sestavljajo bolj znane brazilske glasbene zvrsti, ki izvirajo iz afro-brazilskih skupnosti v Bahii v poznem 19. stoletju in zgodnjem 20. stoletju, potem ko so svoj razvoj nadaljevali v skupnostih v Rio de Janeiru v začetku 20. stoletja.
Ker ima svoje korenine v afro-brazilskem Candombléju ter drugih afro-brazilskih in domorodnih ljudskih tradicijah, kot je tradicionalna Samba de Caboclo, velja za enega izmed najpomembnejših kulturnih fenomenov v Braziliji in enega od simbolov države.
Beseda samba, ki je v portugalskem jeziku prisotna vsaj od 19. stoletja, je bila prvotno uporabljena za označevanje 'popularnega plesa'.[22] Sčasoma se je njegov pomen razširil na 'batuque podoben krožni ples', plesni slog in tudi na 'glasbeno zvrst'. Ta proces uveljavljanja glasbene zvrsti se je začel v 1910-ih in je imel svoj uvodni mejnik v pesmi Pelo Telefone, ki je bila izdana leta 1917. Kljub temu, da so jo ustvarjalci, javnost in brazilska glasbena industrija označili za sambo, je bil ta pionirski slog z ritmičnega in instrumentalnega vidika veliko bolj povezan z maxixe kot s sambo.
Samba je bila moderno strukturirana kot glasbena zvrst šele v poznih 1920-ih iz soseske Estácio in se je kmalu razširila na Oswaldo Cruz in druge dele Ria prek primestne železnice]. Danes sinonim za ritem sambe je ta nova samba prinesla inovacije v ritmu, melodiji in tudi v tematskih vidikih. Njena ritmična sprememba, ki temelji na novem tolkalnem instrumentalnem vzorcu, je povzročila bolj batucado in sinkopiran slog – v nasprotju z začetnim samba-maxixe] – za katerega so značilni predvsem hitrejši tempo, daljše note in značilna kadenca daleč presega enostavne dlani, ki so jih uporabljali do tedaj. Tudi Paradigma Estácio je bila inovativna pri oblikovanju sambe kot pesmi, z njeno glasbeno organizacijo v prvem in drugem delu tako v melodiji kot besedilu. Na ta način so sambisti iz Estácia ustvarili, strukturirali in redefinirali urbano carioško sambo kot žanr na moderen in dodelan način. V tem procesu uveljavljanja kot urbanega in sodobnega glasbenega izraza so imele samba Carioca odločilno vlogo šole sambe, odgovorne za definiranje in dokončno legitimacijo estetskih osnov ritma in radijsko oddajanje, ki je močno prispevalo k širjenju in popularizaciji žanra in njegovih pevcev. Tako se je samba močno razširila po vsej Braziliji in postala eden glavnih simbolov brazilske nacionalne identitete. Nekoč kriminalizirana in zavrnjena zaradi svojega afro-brazilskega izvora, je žanr prejel tudi podporo članov višjih slojev in državne kulturne elite.
Istočasno, ko se je uveljavila kot geneza sambe, je Paradigma Estácio utrla pot njeni fragmentaciji v nove podzvrsti in sloge kompozicije in interpretacije skozi 20. stoletje. Predvsem iz tako imenovane 'zlate dobe' brazilske glasbe je bila samba deležna številnih kategorizacij, od katerih nekatere označujejo trdne in dobro sprejete izpeljanke – kot so bossa nova, pagode, partido alto, samba de breque, samba- canção, samba de enredo in samba de terreiro – medtem ko so bile druge nomenklature nekoliko bolj nenatančne – kot je samba do barulho (dobesedno 'šumna samba'), samba epistolar ('epistolarna samba') ali samba fonético ('fonetična samba') – in nekateri zgolj slabšalni – kot na primer sambalada, sambolero ali sambão joia.
Moderna samba, ki se je pojavila na začetku 20. stoletja, je pretežno v 2-4 takt je bil spremenljiv z zavestno uporabo zapetega refrena v ritmu batukade, z različnimi kiticami deklarativnih verzov. Tradicionalni inštrumenti so sestavljeni iz tolkal, kot so pandeiro, cuíca, tamborim, ganzá in surdo[52][53][54] spremljava – katere navdih je choro – kot sta klasična kitara in cavaquinho.
Leta 2005 je Unesco Sambo de Roda razglasil za del nesnovne kulturne dediščine človeštva, leta 2007 pa je Brazilski nacionalni inštitut za zgodovinsko in umetniško dediščino razglasil Carioca sambo in tri njene matrice – samba de terreiro, partido-alto in samba de enredo – kot kulturna dediščina v Braziliji. Prav tako je leta 2018 prefektura Salvadorja razglasila Sambo Junino, znano tudi kot Samba Duro, urbano različico Sambe, za del svoje kulturne dediščine.